# Prețul groazei
Prețul groazei   (House on Haunted Hill) este un film horror american din 1999, regizat de William Malone, cu Geoffrey Rush, Famke Janssen, Taye Diggs, Ali Larter și Jeffrey Combs în rolurile principale. De asemenea, în film are o apariție cameo actorul Peter Graves. Produs de Robert Zemeckis și Joel Silver, filmul este un remake al filmului omonim din 1959 regizat de William Castle.
Prețul groazei marchează debut în producție de filme a companiei Dark Castle Entertainment, care apoi a mai produs și 13 fantome și House of Wax, două filme care de asemenea sunt remake-uri. Filmul a fost urmat de un sequel, Return to House on Haunted Hill, lansat pe DVD în 2007.

## Distribuție
- Geoffrey Rush în rolul lui Steven H. Price
- Famke Janssen în rolul lui Evelyn Stockard-Price
- Taye Diggs în rolul lui Eddie Baker
- Peter Gallagher în rolul lui Donald W. Blackburn, M.D.
- Chris Kattan în rolul lui Watson Pritchett
- Ali Larter în rolul lui Sara Wolfe
- Bridgette Wilson-Sampras în rolul lui Melissa Margaret Marr
- Max Perlich în rolul lui Carl Schecter
- Jeffrey Combs în rolul lui Dr. Richard Benjamin Vannacutt
- Lisa Loeb în rolul reporterului de la Channel 3
- James Marsters în rolul cameramanului de la Channel 3
- Janet Tracy Keijser – Girl on wires
- Peter Graves în rolul prpriei persoane
- Marc Blucas și Ivana Miličević (scene șterse) ca actori periodici
- Debi Mazar (necreditată, doar pe DVD) în rolul lui Jennifer Jenzen

## Primire
În comparație cu scorul pozitiv al veriunii originale, de 95% pe Rotten Tomatoes, remake-ul House on Haunted Hill nu a avut același succes: în baza a 57 de recenzii filmul a acumulat un scor de 28%, cu o medie a voturilor de 4.5/10. Pe Metacritic filmul are un scor de 28 din 100, în baza a 17 recenzii.

## Coloana sonoră
Coloana sonoră a filmului a fost lansată comercial de casa de discuri Varèse Sarabande, conținând selecții din coloana sonoră originală de Don Davis.
Track listing
1. Main Title
2. Pencil Neck
3. Hans Verbosemann
4. House Humongous
5. Funky Old House
6. No Exit
7. Gun Control
8. Surprise
9. Price Pestiferous
10. Misty Misogamy
11. Coagulatory Calamity
12. Melissa in Wonderland
13. Sorry, Tulip
14. Struggling to Escape
15. Soirée a Saturation
16. On the House
17. Dead But Nice
18. Blackburn's Surprise
19. Encountering Mr. Blackburn
20. The Price Petard
21. Epiphanic Evelyn
22. The Corpus Delecti Committee Meeting
23. Price in Perpetuity
24. The Beast with the Least